# Jan Kruis (verzetsstrijder)
Jan Harm Kruis (Luinjeberd, 26 maart 1904 -  bij Haskerdijken, 14 april 1945) was een Nederlandse veehouder en verzetsstrijder in de Tweede Wereldoorlog van Friese afkomst.

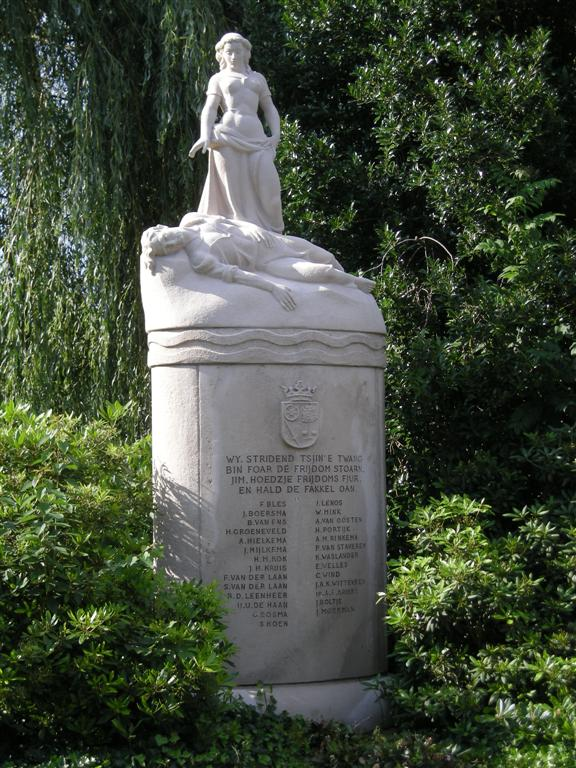
Oorlogsmonument Heerenveen

## Biografie

### Jeugd
Kruis was het op een na oudste kind uit een veenwerkersgezin van veertien kinderen. Terwijl zijn vader, Hendrikus Jans Kruis (17 maart 1870 - 26 juni 1938), zich had opgewerkt van veenarbeider tot veehouder/landbouwer en veldwachter, was Jan Kruis boerenknecht bij verschillende boeren in Friesland. 
Een van deze boeren heeft Jan Kruis, na een heftig geschil over een door hem gestolen kippenei, aangegeven bij de politie. Kruis is toen op staande voet ontslagen, niet zozeer vanwege het ei, maar omdat Kruis, kort nadat hij was betrapt, die boer met z'n hoofd in een sloot een kort tijdje onder water had gehouden. Kruis vond dat hij als inwonende knecht te weinig eten kreeg. Om zijn honger te stillen had hij een geraapt ei rauw opgegeten.
Nadat vader Kruis na een val van een hooizolder was gestorven, verving Jan Kruis hem als 'bedrijfsleider' (in dienst van zijn moeder) op de ouderlijke boerderij.

### Tweede Wereldoorlog
Tegen het einde van de Tweede Wereldoorlog was hij lid van de in die periode opgerichte Nederlandse Binnenlandse Strijdkrachten, de N.B.S.. Jan Kruis overleed op 14 april 1945, de voorlaatste dag van de bevrijding van Heerenveen, in een rechtstreeks duel met de zich terugtrekkende soldaten van de Duitse Luftwaffe. Dit duel vond plaats in het veen op de - officieus geheten - Buitendijkse Kavelstrook bij de Hooibrug onder Haskerdijken, ten noordwesten van Heerenveen (de Buitendijkse Kavelstrook was een weg tussen Haskerdijken in het westen en Luinjeberd in het oosten, tegenwoordig staat deze bekend als de P.G. Otterweg).
De ware toedracht van dit duel en de fatale afloop daarvan werden pas op 11 juni 2001 onthuld door Anne Wind, een voormalig lid van dezelfde verzetsgroep waarvan Jan Kruis deel uitmaakte. Tot dan toe hadden ongeveer dertig verzetsstrijders (allen getuigen van deze fatale 14de april), uit schaamte voor wat zich onder hun ogen had afgespeeld, hun mond gehouden.
Op die fatale 14de april hadden zich drie N.B.S.-groepen van elk ongeveer 10 leden in alle vroegte verschanst op drie verschillende bij elkaar gelegen boerderijen in het veen aan de Kavelstrook. Canadese troepen waren Luinjeberd genaderd en deze verzetslieden zaten daar omdat zij verwachtten dat de nog verderop gelegerde Duitse soldaten spoedig via de Kavelstrook zouden vluchten in de richting van Heerenveen.
Omstreeks negen uur in de ochtend lukte het Jan Kruis in zijn eentje (zonder maar een schot te hebben gelost) een eerste groepje van vijf vluchtende Duitse soldaten in de nabijheid van de verst gelegen boerderij van Klaas de Jong krijgsgevangen te maken.
Kruis besloot tot zijn soloactie omdat dit groepje soldaten anders buiten schootsafstand raakte en in z'n geheel over de Kavelstrook dreigde te ontsnappen. Na het oppakken en ontwapenen van deze vijf Duitsers werd het voor de rest van de aanwezige N.B.S.-leden duidelijk hoe eventuele volgende vluchtende Duitsers krijgsgevangen zouden kunnen worden gemaakt, wat later op deze zaterdag ook enkele keren met succes werd herhaald.
Bij het naderen van een vierde groepje Duitsers (dit keer van vier soldaten) ontstond voor het eerst een vuurgevecht. Deze soldaten naderden de eerste boerderij (van Evert Wind). Een N.B.S.-er uit de groep van Jan Kruis loste per ongeluk een schot, waarna de Duitsers zich onmiddellijk verschansten aan de slootkant van de Binnendijkse Achtervaart (parallel lopend aan de Kavelstrook).
De eerder gehanteerde strategie, om de vluchtende Duitsers pas aan te houden, nadat deze de boerderij van Wind waren gepasseerd en daarmee ingeklemd raakten tussen ten minste twee boerderijen, mislukte hiermee. Nu de Duitsers gewaarschuwd waren boden zij voor het eerst weerstand. Om uit deze hachelijke situatie te geraken was het weer Jan Kruis die het initiatief nam door de verscholen Duitsers te manen zich over te geven. Terwijl hij zich met zijn maten in de haast op de grond had geworpen probeerde hij eerst vanuit deze positie mondeling contact met die Duitsers te krijgen. Omdat hierop geen reactie kwam ging hij rechtop staan om zijn bevel tot overgave nog wat meer kracht bij te zetten. Op dat moment kreeg hij als antwoord de volle laag van een automatisch geweer. Terwijl Kruis in zijn buik was getroffen en kruipend naar de zijkant van de boerderij verdween, waar hij na een paar uur overleed, lukte het de rest van zijn kameraden ook dit groepje Duitsers krijgsgevangen te nemen.
Na dit dramatische voorval besloten de drie aanwezige groepscommandanten een verdere actie tegenover vluchtende Duitse soldaten te staken door alle (inmiddels ongeveer 20) Duitse krijgsgevangenen, nog voor de duisternis zou intreden, over te dragen aan de Canadezen die intussen bij Luxwoude waren gearriveerd. Op weg daarheen kreeg deze hele stoet van ongeveer 30 N.B.S.-ers en 20 Duitsers geheel onverwacht Canadees granaatvuur over zich heen. Zoals later bleek kwam dat doordat de Canadezen op afstand het geschiet tussen de beide strijdende groepen in het veen hadden gevolgd en dachten met granaatvuur de Duitsers daar wel te kunnen destabiliseren. Wat nu echter gebeurde was, dat de volledige groep van N.B.S.-helden door het geraas van die granaten zo in paniek raakte, dat zij allemaal alle kanten uitvluchten zonder zich nog over de Duitse krijgsgevangenen te bekommeren. Dat werd achteraf natuurlijk door alle betrokkenen ernstig betreurd, want daaruit zou ook geconcludeerd kunnen worden dat Jan Kruis dan geheel voor niets was gesneuveld.
De hiervoor beschreven onthulling van Anne Wind is een maand later geautoriseerd door Sjoerd Bakker, lokaal amateur-historicus uit Tjalleberd, tevens woordvoerder van de in 2001 nog levende Harm Smink (84 jaar, wonende in Luinjeberd). Deze Smink was N.B.S.-commandant van de groep waarvan Jan Kruis lid was.
Van Anne Wind komt voorts het volgende verhaal (eerder ook nogal slordig beschreven door de Heerenveense oud-journalist Catrienus Meijer in zijn rapportage "Heerenveen, bezet, bevrijd en veroordeeld") over de heldhaftigheid van Jan Kruis.

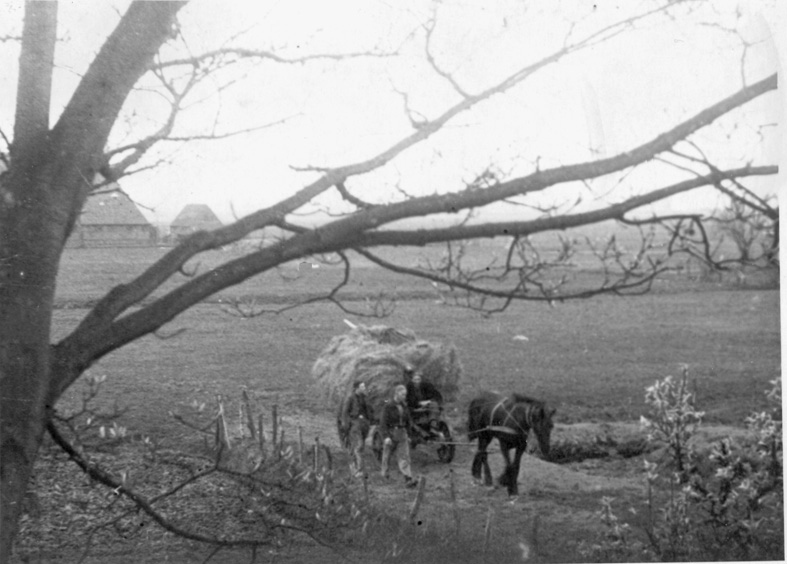
Het smokkelen van wapens, verborgen onder een laag hooi, uitgevoerd door Jan Kruis en Anne Wind op 13 april 1945

Op 13 april 1945 is onder leiding van Jan Kruis (met assistentie van Anne Wind) een groot huzarenstuk uitgehaald door onder het hooi op een boerenwagen een flinke partij wapens te vervoeren, vanuit een N.B.S.-wapendepot in Nieuweschoot (dwars door het door SD-Duitse soldaten bezette centrum van Heerenveen) naar de Kavelstrook. Van de succesvolle afronding van deze actie is op het erf van de boerderij van Evert Wind een foto gemaakt door N.B.S.-lid Diedrich Jansen. De originele foto hiervan is nog in het bezit van de nabestaanden van Jan Kruis. Kopieën van deze foto bevinden zich in de archieven van het NIOD in Amsterdam, het Museum Willem van Haren in Heerenveen, de Provinciale Bibliotheek in Leeuwarden en in verschillende lokale bibliotheken in Friesland.
Had Kruis deze wapens niet gesmokkeld en de dag daarop hiermee ongetraind de vijand bestreden, dan had hij als verzetsstrijder zijn leven niet gelaten.
Door een misverstand tussen de gemeente Heerenveen en de nabestaanden van Jan Kruis werd zijn oorspronkelijk graf op de Katholieke begraafplaats in Heerenveen in 1991 geruimd. Zijn overblijfselen zijn toen terechtgekomen in een graf op het militair ereveld Loenen. Een middenhandsbeentje van Jan Kruis is toen als relikwie apart bijgezet in het hoofdaltaar van de Katholieke kerk in Heerenveen.

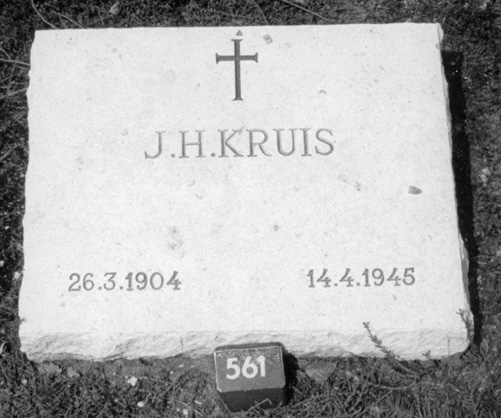
Grafsteen van Jan Kruis

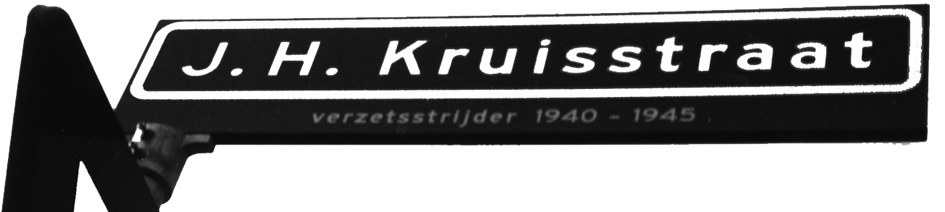
J.H. Kruisstraat, te Heerenveen, verzetsstrijder 1940-1945

### Eerbewijzen
Op 15 januari 1946 werd in Heerenveen een straat naar hem genoemd, de J.H. Kruisstraat, de straat waaraan Sportpark Noord lag dat later het Abe Lenstra Stadion zou worden genoemd. Op 5 mei 1949 werd Jan Kruis als oorlogsheld vermeld op een gezamenlijk oorlogsmonument, nog steeds gelegen bij de Van Maasdijkstraat in Heerenveen.
Kruis heeft nooit het bekende Verzetsherdenkingskruis ontvangen, omdat mensen uit zijn directe omgeving hiertoe geen actie hebben ondernomen. Toen op verzoek van George de Haan (een neef van Kruis) in 2001 prins Bernhard dat alsnog heeft willen bewerkstelligen bij de daartoe dienende inspecteur-generaal der Krijgsmacht bleek dit wettelijk niet meer mogelijk te zijn. Op 22 augustus 2001 antwoordt daarom J.A. Bucher, Chef Staf van deze IG per brief: "Als definitieve sluitingsdatum voor aanmelding is vastgesteld 1 april 1984."